# 大分短期大学
大分短期大学（日语：／ Ōita Tanki Daigaku *），简称大分短大，是一所位于日本大分县大分市的私立短期大学。

## 概要

### 简介
- 短期大学为于1964年开办[1][2]、由学校法人平松学园经营[3]。为男女同校[4]从开办

### 历史
- 1964年 大分短期大学成立并同时设置一个学科即英语科（但招生到于1973年、停办于2004年）。
- 1967年 园艺科成立[3]。

## 学校环境
- 校区：在大分县大分市

## 历任校长
- 平松克己：第一代短期大学校长[5]。
- 田代洋丞：现在短期大学校长[6]

## 组织

### 学科
- 园艺科

### 前学科
- 英语科[注 1]

### 专科
| - 没有 |

### 业余课程
| - 没有 |

## 相关链接
- 日本短期大学列表